# Pannonie-Valeria
La Pannonia Valeria ou simplement Valeria, également connue sous le nom de Pannonia Ripensis, est l'une 
des provinces de l'Empire romain. Elle est formée en 296, sous le règne de l'empereur Dioclétien, dans une division de la Pannonie inférieure. La capitale de la province est Sopianae (aujourd'hui Pécs). La Pannonie Valeria comprend des parties de la Hongrie et de la Croatie actuelles.
La province est restée une entité sous le règne des Huns jusqu'à l'avènement du royaume des Ostrogoths au 5ᵉ siècle.
Elle est ensuite devenue le royaume central d'Avar, puis une partie de la Marche des Avares, puis devient la Principauté de Basse Pannonie, regagnant la Pannonia Secunda avant d'être conquise par les Magyars.

## Bibliographie

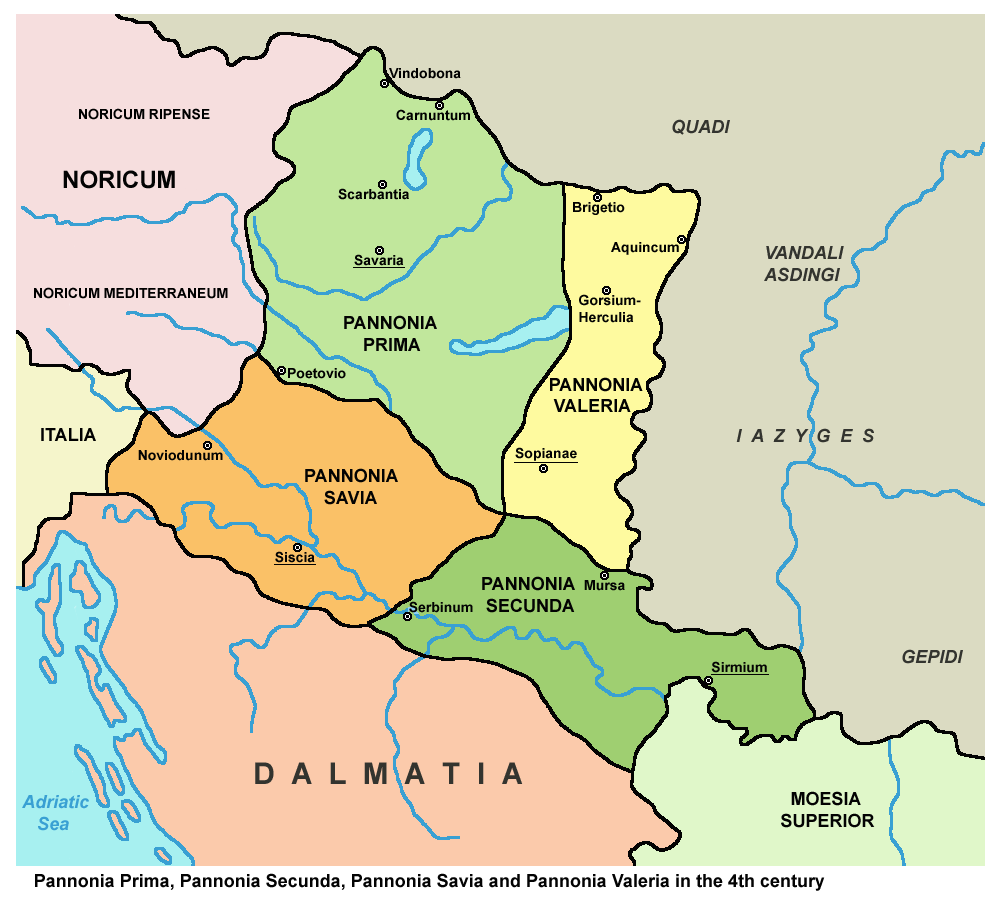
Les différentes provinces de Pannonie.

## Voir également
- Pannonie
- Provinces romaines
- Empire romain